# Tutmoz IV.
Tutmoz IV. (egipčansko /ḏḥwty.ms/ Djehutymes, Tot je rojen), včasih tudi Tutmozis IV., je bil osmi faraon iz Osemnajste egipčanske dinastije, ki je vladal v letih 1401–1391 pr. n. št. ali  1397–1388  pr. n. št.  Njegov prestolno  ime Menkheperure pomeni Ustvarjen v obliki boga Raja,  * ni znano, † 1391 ali 1388 pr.n. št. 

## Življenje
Tutmoz je bil sin Amenhotepa II. in kraljice Tije, vendar ni bil kronski princ in Amenhotev izbranec za naslednika. Nekateri zgodovinarji špekulirajo, da je s prestola izrinil starejšega brata in uzurpiral prestol, potem pa postavil Sanjsko stelo, da bi upravičil nepričakovan prihod na prestol. Njegova najbolj slavna  dosežka sta bila obnovitev Sfinge v Gizi in postavitev Sanjske stele. Po njegovem zapisu na Sanjski steli se je kot mlad princ na lovu ustavil pred glavo Sfinge, do vratu zakopane v pesku.  Kmalu zatem  je zaspal. V sanjah se mu je prikazala Sfinfa in mu rekla,  da bo postal faraon, če je bo izkopal iz peska in obnovil.  Po obnovi je Tutmoz IV. med  Sfingini šapi  postavil spominsko ploščo, zdaj  znano kot Sanjska stela. Obnova in postavitev stele sta bila del propagande, s katero je poskušal upravičiti svoj nepričakovani prihod na prestol.
O deset let dolgi vladavini Tutmoza IV. je malo podatkov. Na Konoški steli je zapis, da je v osmem letu vladanja okoli leta 1393 pr. n. št. zatrl manjši upor v Nubiji. Omenjen je tudi kot »osvajalec Libije«, sicer pa ni o njegovih vojaških dosežnih nič znanega. Betsy Bryan, ki je napisala biografijo Tutmoza IV., poudarja, da Konoška stela omenja verjetno manjšo vojaško akcijo za zaščito trgovskih poti z zlatom v Vzhodni puščavi, ki so jih občasno napadali Nubijci. Tutmozova vladavina je pomembna, ker je vzpostavil mirne odnose z nekdanjim rivalom Mitanijem  in jih potrdil sporoko  z mitansko princeso.  Ti dogodki so dokumentirani v Amarnskem pismu EA 29, ki ga je nekaj desetletij kasneje sestavil mitanski kralj Tušratta, sodobnik tutmozovega vnuka Ehnatona, v katerem navaja: 
Ko je [Menkheperure], oče Nimmureja (se pravi Amenhotepa III.) pisal Artatami, mojemu staremu očetu, ga je prosil za (roko) hčerke mojega starega očeta, sestro mojega očeta. Pisal mu je pet ali šest krat, vendar mu je ni dal. Ko mu je pisal sedmič, mu jo je zaradi velikega pritiska končno dal.

## Obdobje in dolžina vladanja
Začetek Tutmozove vladavine je težko natančno določiti, ker je iz astronomskih datumov, ki so se običajno uporabljali za izračunavanje egipčanskih kronologij, izbrisanih več generacij, in zato, ker razprava o pravilni interpretaciji teh opazovanj še ni zaključena. Tutmozov stari oče Tutmoz III. je skoraj zagotovo prišel na prestol leta 1504 ali 1494 pr. n. št. Trditev temelji na dveh opazovanjih Lune med njegovim vladanjem. Vladal je skoraj 54 let. Njegov naslednik Amenhotep II., oče Tutmoza IV., je vladal najmanj 26 let, nekatere kronološke rekonstrukcije pa mu pripisujejo do 35 let. Trenutno najboljša rekonstrukcija, ki upošteva vse znane dokaze, kaže, da je Tutmoz IV. prišel na prestol okoli leta 1401 pr. n. št. ali 1400 pr. n. št.
Dolžina njegovega vladanja ni tako jasna, kot bi želeli. Običajno se mu pripisuje devet ali deset let vladanja. Maneto mu pripisuje 9 let in 8 mesecev. Ker nekatere Manetove  osebnosti iz Osemnajste dinastije niso prave ali so pripisane napačnim faraonom, so se za računanje dolžine vladanja upoštevali tudi podatki s spomenikov. Od vseh Tutmozovih datiranih spomenikov so trije iz prvega vladarskega leta, eden iz četrtega, morda eden iz petega, eden iz šestega, dva iz sedmega in eden iz osmega. Od mogočih drugih datiranih predmetov je eden iz devetnajstega in eden iz dvajsetega vladarskega leta. Strokovnjaki se strinjajo, da so predmeti pripadali Tutmozu IV., za datiranje pa menijo, da ne spada v njegovo vladavino. Za te datume se domneva, da pripadajo Tutmozu III. (Menkheperre) in ne Tutmozu IV. (Menkhepe[ru]re). Zaradi odsotnosti datumov po osmem letu vladanja Tutmoza IV. na Konoški steli se običajno sprejema Manetov podatek. Po eni od starejših rekonstrukcij naj bi vladal 34–35 let. Večina sodobnih znanstvenikov mu pripisuje deset let dolgo vladanje od leta 1401 do 1391 pr. n. št.

## Gradnje
Kot večina faraonov iz Osemnajste dinastije je tudi Tutmoz IV. na veliko gradil. V termplju v Karnaku je zaključil postavitev vzhodnega obeliska, ki ga je začel postavljati Tutmoz III. Obelisk je visok 32 m in je bil najvišji kdaj postavljen obelisk v Egiptu.  Tutmoz IV. ga je imenoval tekhen watyor – edinstveni obelisk. Rimski cesar Konstancij II.  ga je leta 357 n. št. prestavili v Circus Maximus v Rimu, papež Sikst V. pa leta 1588 od tam  na Trg sv. Janeza, kjer je zdaj znan kot Lateranski obelisk.
Tutmoz IV. je zgradil tudi edinstveno kapelo in stebriščno dvorano v glavni zgradbi karnaškega templja. Kapela je bila  »prostor ušes za boga Amona«, v kateri je bog lahko slišal molitve svojih plebejskih vernikov. Malo Tutmozovo kapelo iz alabastra in stebriščno dvorano so skrbno restavrirali francoski restavratorji iz  Centra za francosko-egipčanske študije templja v Karnaku (CFEETK).

## Pokop
Tutmoz IV. je bil pokopan v grobnici KV43 v Dolini kraljev. Njegovo mumijo so kasneje prestavili v odlagališče mumij v KV35, kjer jo je leta 1898 odkril Victor Loret. Raziskave mumije so pokazale, da je bil  nekaj mesecev pred smrtjo zelo bolan. Nasledil ga je sin Amenhotep III.

## Medicinska analiza
Prezgodnjo smrt Tutmoza IV. in prezgodnje smrti drugih faraonov iz Osemnajstega dinastije, vključno z Tutankamonovo in Ehnatonovo, so pred kratkim raziskali zdravniki iz londonskega Imperial Collegea. Ugotovili so, da so bile njihove zgodnje smrti zelo verjetno posledica dedne epilepsije. Z boleznijo je mogoče pojasniti tudi Tutmozovo videnje, opisano na Sanjski steli, saj ta vrsta epilepsije povzroča intenzivna duhovna videnja in religioznost.

## Galerija
- Anubis in Tutmoz IV. v grobnici KV43
- Tutmozova grobnica KV43
- Glava kolosalnega kipa Tutmoza IV., Britanski muzej, London
- Tutmozov peristil svetišča v Karnaku
- Tutmozova kapela v Karnaku
- Glava Tutmozove mumije